# Пиридоксин
Пиридокси́н — одна из форм витамина B6. Представляет собой бесцветные кристаллы, растворимые в воде.

Пиридоксальфосфат

B пищевых продуктах витамин В6 встречается в трёх видах: пиридоксин, пиридоксаль, пиридоксамин, которые примерно одинаковы по своей биологической активности.

## Описание
Витамин B6 (пиридоксин) используется прежде всего как стимулятор в обмене веществ. Он является коферментом белков, которые участвуют в переработке аминокислот и регулируют усвоение белка. Пиридоксин принимает участие в производстве кровяных телец и их красящего пигмента — гемоглобина и участвует в равномерном снабжении клеток глюкозой. В качестве добавки он используется для лечения и профилактики дефицита пиридоксина, сидеробластной анемии, пиридоксин-зависимой эпилепсии, некоторых метаболических нарушений, побочных эффектов или осложнений при использовании изониазида и некоторых видов отравлений грибами.

## Признаки нехватки пиридоксина
Себорейный дерматит; атрофический глоссит с язвами языка; сонливость; депрессивное состояние; трещины в уголках рта; конъюнктивит; воспаление кожных складок; онемение конечностей; мышечная слабость; микроцистная анемия.

## Рекомендации по применению витамина B6
Осторожно следует назначать пиридоксин при тяжёлых поражениях печени, язвенной болезни желудка и двенадцатиперстной кишки, ишемической болезни сердца.
Потребность в витамине B6 (пиридоксин, пиридоксаль, пиридоксамин) повышена у больных, особенно лихорадящих и инфекционных. По данным ряда авторов, пиридоксиновая недостаточность отмечается у большинства больных коронарным атеросклерозом.

## Применение в качестве антидота
Противозачаточные таблетки, антибиотики и курение увеличивают потребность организма в витамине B6.
В связи с тем, что фтивазид и изониазид являются антагонистами витамина B6, больные туберкулёзом при лечении этими препаратами нуждаются в повышенном обеспечении витамином B6 (пиридоксин, пиридоксаль, пиридоксамин). Острая передозировка изониазидом (80-125 мг/кг) проявляются повторяющимися генерализованными тонико-клоническими судорогами, тяжёлым метаболическим ацидозом и комой. При этом судорожный синдром не купируется обычным способом — бензодиазепинами и барбитуратами, поэтому требуется внутривенное введение пиридоксина до достижения эффекта.

## Витамин B6и нервная система
Витамин B6 (пиридоксин, пиридоксаль, пиридоксамин) помогает эффективно использовать глюкозу в клетке, предохраняя организм от резких колебаний уровня глюкозы в крови, при которых из надпочечников выбрасывается адреналин и резко повышается уровень сахара в крови. Психофизиологи считают, что частые проявления агрессивности — это подсознательный механизм, интуитивный способ человека путём выброса адреналина увеличить доступность для клеток энергетического материала.
Витамин B6 (пиридоксин, пиридоксаль, пиридоксамин) улучшает метаболизм в тканях мозга, так как является главным катализатором обмена аминокислот, синтеза большинства нейромедиаторов нервной системы. Таким образом, витамин B6 повышает работоспособность мозга, способствует улучшению памяти и настроения. Поэтому нормальное распределение глюкозы с помощью витамина B6 (пиридоксин, пиридоксаль, пиридоксамин) оказывает благоприятное действие на центральную и периферическую нервные системы, повышает умственную, физическую работоспособность, укрепляет нервную систему.
Недостаточность витамина B6 приводит к нарушению глютаминового обмена, в результате чего возникают нарушения со стороны центральной нервной системы (судороги и др.). Витамин B6 (пиридоксин, пиридоксаль, пиридоксамин) оказывает регулирующее влияние на нервную систему, в частности на трофическую иннервацию. Недостаток витамина B6 нарушает синтез нейромедиаторов, таких как дофамин, серотонин, гамма-аминомасляная кислота (ГАМК), норадреналин и гормон мелатонин. Также, при недостатке витамина B6 наблюдается нарушение контроля экскреции гормонов гипоталамус-гипофизарной системы.
При тепловой обработке продуктов значительная часть витамина теряется.

## Биологические функции пиридоксина
- принимает участие в образовании эритроцитов;
- участвует в процессах усвоения нервными клетками глюкозы;
- необходим для белкового обмена и трансаминирования аминокислот;
- принимает участие в обмене жиров;
- оказывает гипохолестеринемический эффект;
- оказывает липотропный эффект, достаточное количество пиридоксина необходимо для нормального функционирования печени;
- снижает агрегацию тромбоцитов и образование сгустков крови[7];
- предполагается потенциальная роль витамина B6 в подавлении тяжести COVID-19[8].

## Суточная потребность
Суточная потребность в витамине B6 (пиридоксин, пиридоксаль, пиридоксамин) у взрослого человека равна 1,1-1,5 мг, для беременных и кормящих женщин — 2-2,2 мг, для детей первого года жизни — 0,3-0,6 мг.

## Гипервитаминоз
Развивается при длительном употреблении в больших дозах. Характеризуется снижением содержания белка в мышечной ткани и внутренних органах. На ранних стадиях могут появиться высыпания на коже, помутнение сознания и головокружение, судороги. Иногда побочные эффекты включают головную боль, онемение и сонливость. Лечение: ограничение препарата, симптоматическое.

## Побочный эффект витамина B6
Исследования группы американских учёных показали, что ежедневное употребление B6 как отдельного витамина в дозах >20 мг в день увеличивает риск развития рака лёгких у мужчин на 30-40 %. У женщин данная закономерность не выявлена.
Уровень фермента пиридоксинфосфатоксидазы, метаболизирующего пиридоксинфосфат, связан с иммунной защитой организма при раке молочной железы и при некоторых других видах рака.